# Controversias en el sumo profesional
El sumo profesional ha sido objeto de numerosas controversias a lo largo de su historia. Estas incluyen acusaciones con pruebas relacionadas a arreglos de combates y novatadas a los nuevos reclutas.

## Arreglos de combates

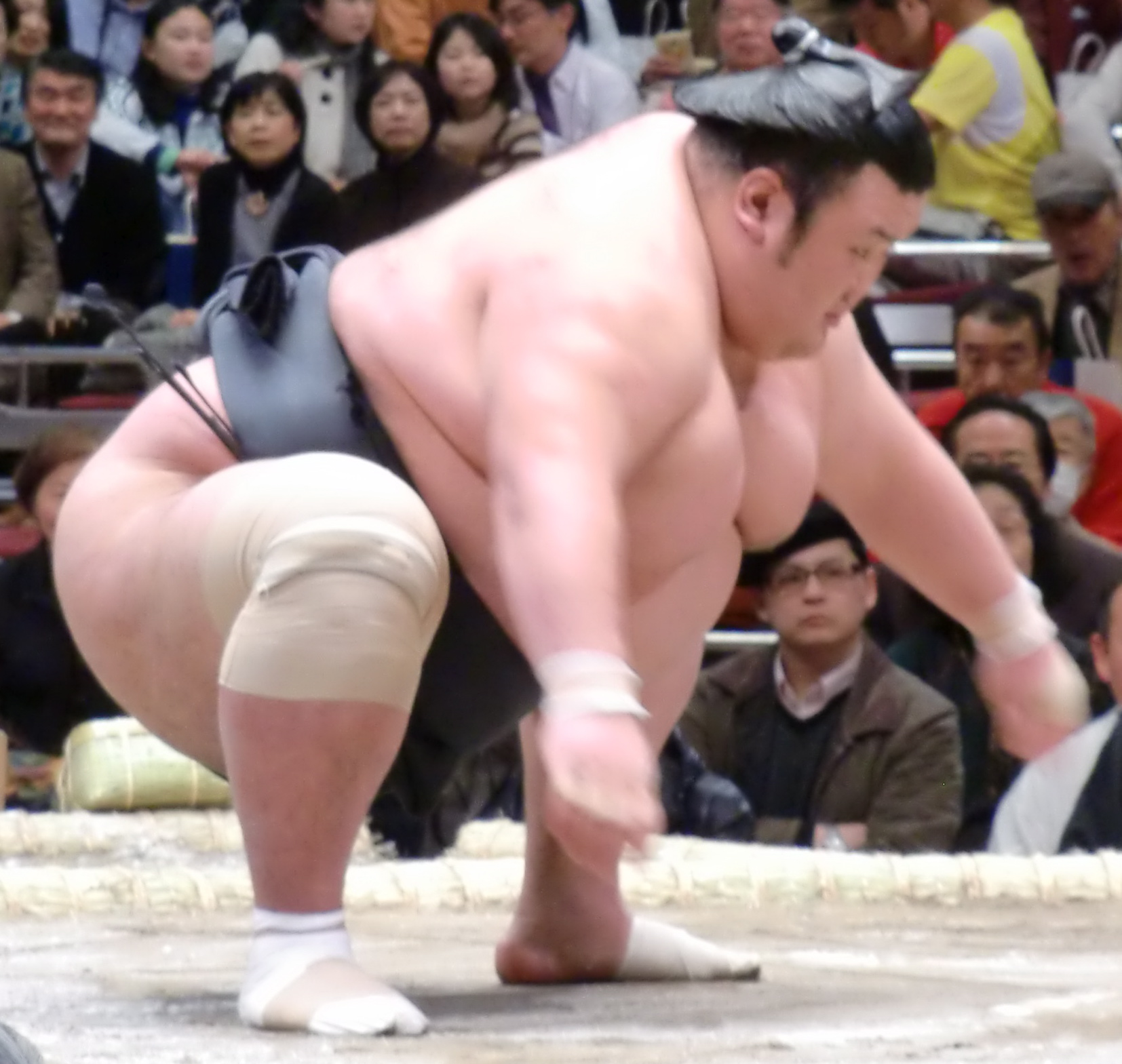
Kiyoseumi fue forzado a retirarse luego de que una investigación lo encontrase culpable por arreglos de combates.

Debido a la estructura jerárquica del sumo, donde los luchadores de más alto rango tienen considerables ventajas en cuanto al salario y al estatus a diferencia de los luchadores de bajo rango, con los años, han surgido diversas especulaciones acerca de la existencia de arreglos de combates además de algunos reportes aislados. La Asociación Japonesa de Sumo (JSA) ha negado repetidas veces que cualquiera de sus luchadores estuviese envuelto en tramas de arreglos de combates, conocidos en Japón como yaocho, e incluso ha demandado a varias publicaciones por haber realizado este tipo de acusaciones.
Sin embargo, en 2011, se anunció que, tras una investigación realizada por la policía, se habían descubierto algunos mensajes de texto comprometedores que indicaban que un cierto número de combates habían sido arreglados. Al parecer, catorce luchadores y unos pocos maestros de establo estaban involucrados. En el curso de la investigación, varios luchadores eventualmente admitieron haber recibido dinero a cambio de arreglar ciertos combates. Como consecuencia, el gabinete de directores de la Asociación Japonesa de Sumo decidió, en una reunión extraordinaria, cancelar el torneo de marzo de 2011 en Osaka, siendo la primera vez que esto pasaba desde 1946. En total, catorce luchadores fueron declarados culpables por haber arreglado combates de sumo profesional, los cuales en su mayoría admitieron haber estados involucrados. Todos los luchadores juzgados fueron forzados a retirarse.
El panel investigativo de la Asociación Japonesa de Sumo declaró en mayo de 2011 que el asunto de arreglos de combates parecía ser a nivel general. El panel también agregó que sería difícil descubrir, sin embargo, la verdadera extensión del problema. El torneo de mayo de 2011, no obstante, fue realizado según la programación pero sin ningún tipo de patrocinio, transmisión en vivo o presentación de premios, y además, fue referido como el "Torneo de Examinación Técnica" con admisión gratis para los espectadores.
Uno de los luchadores acusados de arreglos de combates, Sōkokurai, negó tajantemente haber estado involucrado en el escándalo, ganando su caso en los tribunales a principio de 2013 defendiendo que su despido había sido sin ningún basamento. Eventualmente, este fue restituido por la Asociación Japonesa de Sumo, y apareció en el torneo de julio de 2013 en la división más alta.

## Apuestas y vínculos con layakuza
El 4 de julio de 2010, la Asociación Japonesa de Sumo anunció su decisión de despedir al ōzeki Kotomitsuki y al maestro del establo Ōtake, el exluchador Takatōriki, por haber apostado en juegos de beisbol en un anillo de apuestas controlado por la yakuza. Al mismo tiempo, dos maestros de establos fueron degradados y se les prohibió a dieciocho luchadores participar en el torneo de julio de 2010, algo sin precedentes. El escándalo de apuestas tuvo como consecuencia la decisión de la cadena NHK de no transmitir en vivo los combates de sumo durante ese torneo, optando solamente por  transmitir los resúmenes en su programación diaria. También, varios patrocinadores decidieron retirar su apoyo para el torneo. El presidente de la Asociación Japonesa de Sumo en aquel entonces, Hanaregoma, declaró en agosto de 2010 que se les prohibiría la entrada a los torneos a "grupos violentos y fuerzas antisociales", así como también el acceso a los establos y a otras instalaciones. 
Tres meses antes del anuncio de Hanaregoma, la mayor organización yakuza de Japón, la Yamaguchi-gumi, compró cincuenta asientos durante un torneo para que los gánsteres fuesen bien visibles durante la transmisión nacional de los combates. De acuerdo a los expertos, esto fue realizado con el objetivo de animar a un jefe encarcelado. A pesar de que siempre ha habido supuestos vínculos entre el sumo y la yakuza, el deporte ha sufrido de decaídas tanto en el interés público como en los patrocinios durante períodos de recesión económica, lo cual ha contribuido a establecer vínculos estrechos con organizaciones criminales para conseguir apoyo económico.
En diciembre de 2021, los sekitori Hidenoumi y Shiden fueron retirados del torneo de enero de 2022 por sospechas de involucramiento en apuestas ilegales. Durante la investigación de un establecimiento ilegal en Sōka, Prefectura de Saitama el cual fue requisado en septiembre de 2021, la Policía Prefectural de Saitama levantó sospechas acerca del involucramiento de Hidenoumi y Shiden, así como también de otros luchadores que posiblemente pudieron haber participado. Durante el basho de enero de 2022, los medios de comunicación japoneses reportaron que el comité de cumplimiento de la Asociación Japonesa de Sumo, tras haber celebrado las respectivas audiencias, concluyó que, efectivamente, Hidenoumi y Shiden habían estado involucrados en apuestas ilegales. Una vez finalizado el torneo, la asociación suspendió a Hidenoumi por un torneo (retroactivo para enero de 2022) y recortó su salario en un 20% durante dos meses. Sin embargo, no se tomaron medidas disciplinarias en contra de Shiden. Su maestro del establo Kise (ex-maegashira Higonoumi) recibió una amonestación. La policía declinó continuar con el caso el mes siguiente.

## Novatadas y violencia

### Escándalo de novatadas en Tokitsukaze
En el mundo del sumo es bien conocido y aceptado que, durante muchos años, los establos han constantemente incurrido en un sistemático abuso de poder, castigando físicamente a los discípulos mas jóvenes con el objetivo de "endurecerlos" o imponer disciplina sobre ellos. Los maestros de establos, a menudo se han sentido orgullosos de mostrarle a los medios de comunicación la manera en la que estos ejercen su autoridad utilizando con frecuencia un shinai para golpear a aquellos reclutas que no sigan las reglas, y también permitiéndole a los luchadores más viejos y experimentados el imponer disciplina usando métodos de humillación o novatadas, como por ejemplo, hacer que los jóvenes sostengan objetos pesados durante largos períodos de tiempo. Sin embargo, este sistema de enseñanza fue ampliamente criticado a finales de 2007 cuando un escándalo de novatadas surgió ante el ojo público, en donde un joven aprendiz de diecisiete años llamado Takashi Saito perteneciente al Heya Tokitsukaze falleció tras un incidente de abuso físico en donde el maestro de establo Jun'ichi Yamamoto lo golpeó en la cabeza con una gran botella de cerveza para luego ordenarle a sus demás rikishi que lo acabasen físicamente. El maestro de establo y otros tres luchadores que estuvieron involucrados directamente en la golpiza, fueron arrestados en febrero de 2008, tras lo cual luego el Primer Ministro de Japón Yasuo Fukuda le ordenó a la Asociación Japonesa de Sumo que tomase medidas para este tipo de incidentes no volviesen a ocurrir otra vez. En mayo de 2009, Yamamoto fue sentenciado a seis años de cárcel.

### Otros escándalos
Varios incidentes de violencia también surgieron en 2017, cuando el periódico deportivo Sports Nippon reportó que el yokozuna Harumafuji había abusado físicamente de otro luchador (Takanoiwa) durante una gira regional de sumo en Tottori. De acuerdo al artículo, Harumafuji supuestamente había estado bebiendo junto a otros luchadores y regañó a Takanoiwa porque este estaba mirando su teléfono celular. Harumafuji lo golpeó en la cabeza con una botella de cerveza y lo apuñeteó entre veinte y treinta veces. Luego, al haber sido cuestionado por el panel de manejo de crisis de la Asociación Japonesa de Sumo, Harumafuji admitió haber abusado físicamente de Takanoiwa. Este caso desencadenó el lanzamiento de nuevos procedimientos para asegurar que los escándalos de violencia no se volviesen a repetir dentro de la asociación y en 2018, la Asociación Japonesa de Sumo emitió un comunicado oficial con respecto a este asunto.
Sin embargo, las novatadas y la violencia no han desaparecido del sumo profesional. En diciembre de 2022, el oyakata Isegahama anunció su renuncia como director después de que dos luchadores jóvenes en su establo actuasen violentamente contra los nuevos reclutas, golpeándolos con vigas de madera y quemándolos vertiendo agua caliente del chankonabe en sus espaldas.
En marzo de 2023, un exluchador de bajo rango el cual perteneció al Heya Sadogatake, Daisuke Yanagihara, demandó a la Asociación Japonesa de Sumo y a su ex-maestro de establo Sadogatake (ex-Kotonowaka) acusándolos de haberlo obligado a renunciar del sumo. Yanagihara afirmó que sus derechos humanos fueron violados y que, durante la pandemia de COVID-19 cuando la asociación instauró los protocolos de sanidad, Sadogatake le negó su petición de retirarse del torneo de enero de 2021 por temor a contraer el virus tras una cirugía cardíaca. Dentro de la demanda, Yanagihara también alegó que varios luchadores de bajo rango en su antiguo establo sufrieron maltratos, como haber ingerido carne expirada en las comidas que les servían. Para julio de 2023, la Asociación Japonesa de Sumo no hecho ningún comentario con respecto a las acusaciones.
En mayo de 2023, el Heya Michinoku también fue objeto de un escándalo que involucró a un luchador experimentado, Kirinofuji, el cual abusó físicamente a otro luchador más joven, Yasunichi, con una sartén y lo azotó con una cuerda de saltar. El maestro de establo Michinoku fue eventualmente acusado de haber encubierto estos actos de violencia al haber contribuido directamente en el hecho de, en primer lugar, permitirle al agresor permanecer dentro del establo, y luego, en segundo lugar, dejarle retirarse con dignidad y sin asumir ninguna consecuencia por sus actos. El oyakata Hanakago, director del Departamento de Cumplimiento de la Asociación Japonesa de Sumo, también esta implicando en el asunto por haber permitido que el agresor no fuese castigado, a pesar de haber sido informado tarde y por la víctima.

## Acusaciones de acoso y problemas de pagos
En octubre de 2023 se reveló que varios empleados de la Asociación Japonesa de Sumo habían tenido numerosas quejas con el Gabinete de Directores con respecto a la supervisión de ciertos gerentes no ancianos. Tras una investigación, se reveló que el jefe de asuntos administrativos y el encargado de la oficina de contabilidad eran responsables de varias irregularidades desde el año 2017, concernientes al pago de salarios por tiempo extra estimado en una cantidad de ¥100 millones de yenes (aproximadamente $667.870 dólares o €637.712 euros). Habiendo prometido resolver estos problemas internamente desde el mes de agosto, la asociación luego recibió doce quejas formales de parte del personal los cuales estaban insatisfechos con la manera en la que el asunto estaba siendo manejado. Al mismo tiempo, también se reportó que los mismos dos gerentes habían reducido unilateralmente los salarios de ciertos empleados, restringiendo el acceso a los servidores computacionales de la institución y haciendo preguntas intrusivas a las mujeres durante los reclutamientos acerca de su embarazo y los planes de nacimiento de sus hijos. Finalmente, también se confirmó que ambos individuos habían abusado verbalmente a los empleados. En respuesta a estas acciones, la Asociación Japonesa de Sumo decidió suspender a su jefe de asuntos administrativos durante un mes, y degradar al encargado de la oficina de contabilidad por un rango dentro de la jerarquía de la asociación.

## Efectos en la salud
El estilo de vida dentro del sumo tiene efectos negativos que se vuelven aparentes más adelante en la vida. Los luchadores de sumo tiene una expectativa de vida de entre 60 y 65 años, más de veinte años menos que la del hombre japonés promedio, esto debido principalmente a la dieta alta en calorías y al mismo deporte el cual va deteriorando sus cuerpos con los años. Muchos llegan a desarrollar diabetes tipo 2 e hipertensión, y también son propensos a tener ataques cardíacos debido a la enorme cantidad de masa muscular y grasa que van acumulando. La excesiva ingesta de alcohol también ha conllevado a generar problemas hepáticos y además también pueden sufrir de artritis debido al gran peso sobre sus articulaciones inferiores. Recientemente, los estándares de peso se han vuelto menos estrictos con el objetivo de mejorar la salud general de los luchadores.

## Mujeres y el sumo
El sumo profesional excluye a las mujeres de las competiciones y ceremonias. Las mujeres no tienen permitido entrar o tocar el ring de sumo (dohyō), una tradición que se deriva de las creencias sintoístas las cuales consideran a las mujeres como "impuras" debido a la sangre menstrual.
La gobernadora de Osaka 2000–2008, Fusae Ohta, al haber sido convocada para presentar el Premio del Gobernador al campeón del torneo anual de Osaka, se le pidió que lo otorgase sobre una plataforma al lado del ring o que enviase a un representante masculino en su nombre. Esta desafió en repetidas ocasiones la política de la Asociación Japonesa de Sumo al haber solicitado que se le permitiese cumplir con su rol tradicional como gobernadora de la ciudad. Sus solicitudes fueron rechazadas repetidas veces hasta el final de su mandato de cinco años.
En abril de 2018, durante un evento de sumo en la Prefectura de Kioto, dos mujeres se apresuraron a ayudar al alcalde de Maizuru el cual había colapsado en medio del dohyō. Mientras las mujeres intentaban proveer de asistencia médica al alcalde, un árbitro les pidió repetidamente que se salieran del ring. El presidente de la Asociación Japonesa de Sumo eventualmente se disculpó por lo que él denominó una respuesta inapropiada, agregando que apreciaba el gran esfuerzo realizado por las dos mujeres.
La opinión de aquellos quienes critican esta continuada política de "solo hombres" es que es discriminatoria y opresiva. En general, se espera que las mujeres involucradas en el mundo del sumo cumplan con su papel de ser esposas de los luchadores, y, en el caso de que su marido se convierta en un maestro de establo, la de madre adoptiva de todos los luchadores aprendices. La opinión de la Asociación Japonesa de Sumo es que esta es una tradición que ha sido firmemente mantenida a través de los siglos, por lo que cambiarla sería un deshonor hacia todos sus ancestros.
Esto no siempre fue el caso. A inicios del siglo XVIII, una forma de sumo femenino (女相撲, onnazumo) se realizaba en algunas áreas de Japón. En las grandes ciudades, este solía ser un espectáculo asociado a menudo con burdeles. Sin embargo, en algunas áreas de Japón, el sumo femenino tuvo un papel importante en ciertos rituales sintoístas. En los últimos años, existieron giras limitadas de sumo femenino las cuales duraron cierto tiempo. No obstante, el sumo femenino no es considerado como auténtico por la gran mayoría de los japoneses y actualmente esta prohibido que se realicen eventos más allá del nivel amateur.